# Дети лейтенанта Шмидта
«Дети лейтенанта Шмидта» («ДЛШ») — команда КВН, а сейчас "Театр эстрады Дети лейтенанта Шмидта". Образовалась после слияния в 1996 году студенческого театра эстрадных миниатюр «Люкс» из Томска и шоу-театра «Калейдоскоп» из Барнаула. В октябре 1996 года состоялось первое выступление объединённой команды на сцене «КВН-Сибирь». В 1997 году команда стала чемпионами лиги «КВН-Сибирь». В 1998 году "Дети лейтенанта Шмидта" были признаны самой лучшей командой КВН за всю его историю.

## Название
Детьми лейтенанта Шмидта называли себя аферисты из романа Ильфа и Петрова «Золотой телёнок». Название придумал участник команды Пётр Винс.

## История в КВН
В 1998 году команда впервые приехала на фестиваль команд КВН в Сочи и сразу же попала в гала-концерт фестиваля и Высшую лигу.
Проиграв в первой игре, но победив в «Утешительной игре», где решалась судьба путёвки в полуфинал, команда прошла дальше в сезоне 1998 года и стала чемпионом Высшей лиги. В том же году «ДЛШ» получили «КиВиНа в золотом» на музыкальном фестивале КВН в Юрмале.
В 1999 году на Кипре «ДЛШ» завоевали свой первый Летний кубок. В 2000 году команда решила вновь попробовать покорить Высшую лигу, но проиграла в полуфинале команде «Уральские пельмени» (Екатеринбург). В сентябре 2001 года «Дети» стали первой командой, завоевавшей Летний кубок чемпионов во второй раз.
В 2006 году команда «ДЛШ» практически в стартовом составе приняла участие в музыкальном фестивале КВН в Юрмале, однако осталась без наград.
В 2006 году команда принимала участие в полуфинале Высшей украинской лиги КВН, вместе с командами «ЧП» и «Уездный город».

## Достижения и титулы
- Трижды чемпион КВН-Сибирь (команды «Томские козыри»,  «АлтГТУ» и «Дети лейтенанта Шмидта»)
- Чемпион Высшей лиги 1998 года
- Обладатель «Большого КиВиНа в золотом» 1998 года
- Супер-чемпионы (обладатели «Летнего кубка КВН») 1999 и 2001 годов
- Обладатель Кубка Президента Украины 2000 года
- Обладатель Кубка Дружбы Президента Казахстана 2001 года
- Обладатель Кубка Трёх Поколений 2001 года (вместе с ХАИ)

## Другие проекты
Начиная с 2001 года принимают участие в различных проектах:
- команда КВН «Сибирские Сибиряки»[4] (полуфиналисты Высшей Лиги КВН 2001, Обладатель «Большого КиВиНа в золотом» 2000 года)
- спектакли «День Хомячка или Русское счастье» (авторы: Юрий Патренин и Николай Петров) и «Три пожара или история одного ремонта»
- О.С.П.-студия (Пётр Винс, Дмитрий Никулин, Григорий Малыгин)
- конкурс «Секрет успеха»
- шоу «Организация определенных наций» (Петр Винс, Дмитрий Никулин)
- шоу «Слава богу, ты пришел!» (участники и актёры шоу: Григорий Малыгин, Дмитрий Никулин, Пётр Винс, Вячеслав Гуливицкий, Максим Аксенов, и др.)
- шоу «Бульдог-шоу» (Пётр Винс, главная роль)
- шоу «Это смешно» (Пётр Винс, Дмитрий Никулин, Максим Аксенов, и др.)
- шоу «Дом культуры и смеха»
- шоу «Вокруг смеха» (Пётр Винс, Дмитрий Никулин)
- спектакль «Дуры» (режиссёр-постановщик Пётр Винс, в ролях Пётр Винс и Дмитрий Никулин)

## Фильмография
- сериал «Писаки», 2001 (в ролях: Петр Винс, Григорий Малыгин, Дмитрий Никулин, Виталий Гасаев, и др)
- фильм «День Хомячка, или Русское счастье», 2003 (в ролях: Григорий Малыгин, Дмитрий Никулин, Петр Винс)
- сериал «Мэрская доля», 2004 (в ролях: Григорий Малыгин, Вячеслав Гуливицкий, Дмитрий Никулин, Дмитрий Бакин, Максим Аксенов, и др).
- фильм «Здравствуйте, мы Ваша крыша», 2005 (Петр Винс, клиент с векселями).
- сериал «Кто в доме хозяин», 2006 (Петр Винс)
- сериал «Гуманоиды в Королёве», 2008 (Дмитрий Никулин, главная роль)
- фильм «Самый лучший фильм 3-ДЭ», 2011 (Петр Винс, главная роль)
- фильм «Стальная бабочка», 2012 (Пётр Винс, сотрудник полиции)
- сериал «Семейный бизнес», 2014 (Петр Винс, учитель физкультуры)
- фильм «Новогоднее дежурство», 2014 (Петр Винс, главная роль)
- сериал «Бородач», 2016 (Дмитрий Никулин, Петр Винс)
- сериал «Отель Элеон», 2016 (Петр Винс, Вячеслав Гуливицкий)
- фильм «Жених», 2016 (Дмитрий Никулин, Лёшка)
- фильм «Тренер», 2016 (Петр Винс, главная роль)
- фильм «Форс-мажор», 2017 (Петр Винс, бандит Ксива)
- фильм «Первые», 2017 (Дмитрий Никулин, отец Феофан).
- телесериал «Домашний арест», 2018 (Вячеслав Гуливицкий, репортёр. Дмитрий Никулин, рабочий на стройке).
- сериал «Содержанки», 2019 (Вячеслав Гуливицкий, Петр Винс)
- фильм «Чемпион мира», 2021 (Вячеслав Гуливицкий, чиновник. Петр Винс, иностранец).
- сериал «Милиционер с Рублёвки», 2021 (Вячеслав Гуливицкий, Авоськин)
- сериал «Склифосовский», 2021 (Вячеслав Гуливицкий, отец невесты)

Также авторы команды КВН являются сценаристами фильмов и сериалов:
- сериал «ДМБ», 2001
- сериал «Афромосквич», 2004
- сериал «Студенты», 2005
- сериал «Охота на пиранью», 2006
- шоу «Большая разница», 2008
- сериал «Каменская 5», 2008
- фильм «Матч», 2012
- фильм «Zолушка», 2012
- фильм «Срочно выйду замуж», 2015
- сериал «Вечный отпуск», 2016
- сериал «Домашний арест», 2018
- сериал «90-е», 2019
- сериал «Евгенич», 2021
- фильм Соловей-разбойник,2012(Петр Винс,директор фирмы)

## Состав команды
- Григорий Малыгин  †
- Вячеслав Гуливицкий
- Дмитрий Бакин
- Виталий Гасаев
- Андрей Деулин
- Дмитрий Никулин
- Пётр Винс
- Илья Колесников
- Александр Фёдоров
- Максим Аксенов
- Роман Колоколов
- Татьяна Гришаева
- Александр Пушной
- Александр Полетаев
- Дмитрий Зверьков, автор
- Максим Туханин, автор
- Иван Филиппов, автор
- Алексей Екс, автор